# Amtmænd på Færøerne
Liste over stiftamtmænd og amtmænd på Færøerne.
Embedet har eksisteret i flere forskellige modeller og med vekslende titler:
1. 1660-1708: Befalingsmænd over Færøerne
2. 1709-1720: Landfogeder over Færøerne
3. 1720-1775: Stiftsbefalingsmænd over Island med sæde i Reykjavík, der også havde Færøerne under sig.
4. 1776-1816: Stiftamtmænd over Sjællands Stift og amtmænd over Færøerne med sæde i København
5. 1816-1922: Stiftamtmænd over Sjællands Stift og Færøerne
6. 1816-1948: Amtmænd over Færøerne med sæde i Tórshavn

Det omfattede seks sysler: Streymoy, Sandoy, Vágar, Eysturoy, Norderøerne og Suðuroy Syssel.
Den direkte efterfølger til dette embede er ifølge den færøske selvstyrelov fra 1948 Ríkisumboðsmaður (Rigsombuddet på Færøerne).
Emilius Løbner, der havde været konstitueret som amtmand siden 1816, udnævntes til Færøernes første reelle amtmand, og øerne fik status som et amt, der blev ledet af amtmanden. Foruden amtmanden var der af danske embedsmænd en provst, en dommer, en politimester og en skatteopkræver samt indtil 1856 en leder af den kongelige handel. Embedsmændene var i stigende grad udstationerede danskere, hvor øerne før havde været styret af færinger.
I 1848 blev enevælden afskaffet, og en grundlovgivende forsamling nedsat. Christian Pløyen repræsenterede Færøerne i den grundlovgivende forsamling, men fik ikke lejlighed til at fremkomme med færøske synspunkter. 24. november blev administrationen af Færøerne lagt ind under indenrigsministeriets islandske departement. 

## Befalingsmænd og landfogeder
| Fra            | Til            | Befalingsmænd (1660 til 1720) | Født - død | Herkomst |
| -------------- | -------------- | ----------------------------- | ---------- | -------- |
| 6. januar 1655 | 18. april 1670 | Christoffer Gabel             | 1617-1673  | Danmark  |
| 3. april 1670  | 21. juni 1708  | Frederik Gabel                | 1645-1708  | Danmark  |
| 16. april 1709 | 1715           | Jørgen Christian Klein        |            | ?        |
| 1715           | 1720           | Didrik Markussen              |            | ?        |

## Stiftsbefalingsmænd over Island og Færøerne med sæde i Reykjavík
| Fra                | Til                | Stiftsbefalingsmænd (1720 til 1775) | Født - død | Herkomst |
| ------------------ | ------------------ | ----------------------------------- | ---------- | -------- |
| 6. marts 1720      | 29. september 1727 | Peter Raben                         | 1661-1727  | Danmark  |
| 2. juli 1728       | 11. december 1730  | Christian Güldencrone               | 1676-1746  | Danmark  |
| 11. december 1730  | 9. september 1750  | Henrik Ochsen                       | 1660-1750  | Danmark  |
| 10. september 1750 | 2. oktober 1768    | Otto Manderup Rantzau               | 1719-1768  | Danmark  |
| 1. november 1768   | 19. december 1769  | Christian Leberecht von Pröck       | 1718-1780  | Tyskland |
| 23. januar 1770    | 6. marts 1775      | Lauritz Andreas Thodal              | 1718-1808  | ?        |

## Stiftamtmænd over Sjællands Stift og Færøerne og amtmænd over Færøerne
| Fra               | Til               | Stiftamtmænd (1776 til 1816) | Født - død | Herkomst |
| ----------------- | ----------------- | ---------------------------- | ---------- | -------- |
| 11. marts 1776    | 1. april 1787     | Henrik Adam Brockenhuus      | 1720-1803  | Norge    |
| 1. april 1787     | 26. maj 1790      | Gregers Christian Haxthausen | 1732-1802  | Danmark  |
| 26. maj 1790      | 6. juli 1802      | Johan Henrik Knuth           | 1746-1802  | Danmark  |
| 23. juli 1802     | 12. november 1810 | Frederik Hauch               | 1754-1839  | Danmark  |
| 12. november 1810 | 22. maj 1816      | Werner Jasper Andreas Moltke | 1755-1835  | Danmark  |

## Stiftamtmænd over Sjællands Stift og Færøerne
I 1816 blev embedet opdelt i en stiftsøvrighed og amtslig øvrighed, ligesom det allerede var tilfældet i Danmark. Stiftamtmanden var fortsat identisk med personen i Sjællands Stift.
| Fra            | Til           | Stiftamtmænd (1816 til 1948)    | Født - død | Herkomst |
| -------------- | ------------- | ------------------------------- | ---------- | -------- |
| 6. juli 1816   | 5. marts 1821 | Christopher Schøller Bülow      | 1770-1830  | Danmark  |
| 24. marts 1821 | 2. marts 1831 | Frederik von Lowzow             | 1788-1869  |          |
| 12. marts 1831 | 21. juli 1850 | Frederik Christian Julius Knuth | 1787-1852  | Danmark  |
| 1909           | 1911          | Frederik de Jonquières          | 1854-1925  |          |
| 1915           | 1922          | Christian Emil Anker Ammentorp  | 1862-1947  |          |

(listen er ikke komplet)

## Amtmænd på Færøerne
| Fra            | Til               | Amtmænd (1816 til 1948)            | Født-død  | Herkomst        | Noter                                         |
| -------------- | ----------------- | ---------------------------------- | --------- | --------------- | --------------------------------------------- |
| 6. juli 1816   | 1. juli 1828      | Emilius Marius Georgius Løbner     | 1766-1849 | Danmark         | Konstitueret indtil udnævnelse 27. marts 1821 |
| 1. juli 1828   | 16. februar 1830  | Christian Ludvig Tillisch          | 1797-1844 | Slesvig-Holsten | Konstitueret fra 30. juni 1825                |
| 27. marts 1830 | 15. april 1837    | Frederik Ferdinand Tillisch        | 1801-1889 | Slesvig-Holsten |                                               |
| 8. juli 1837   | 31. december 1848 | Christian Pløyen                   | 1803-1867 | Danmark         |                                               |
| 1849           | 1861              | Carl Emil Dahlerup                 | 1813-1890 | Danmark         |                                               |
| 1861           | 1871              | Peter Holten                       | 1816-1892 | Danmark         |                                               |
| 1871           | 1884              | Hannes Kristján Steingrímur Finsen | 1828-1892 | Island          |                                               |
| 1884           | 1897              | Lorentz Højer Buchwaldt            | 1841-1933 | Danmark         |                                               |
| 1897           | 1911              | Christian Bærentsen                | 1862-1944 | Færøerne        |                                               |
| 1911           | 1918              | Svenning Krag Nielsen Rytter       | 1875-1955 | Danmark         |                                               |
| 1918           | 1920              | Victor Stahlsmidt                  | 1884-1920 | ?               |                                               |
| 1920           | 1929              | Elias Olrik                        | 1885-1975 | ?               |                                               |
| 1929           | 1936              | Hjalmar Ringberg                   | 1889-1978 | Danmark         |                                               |
| 1936           | 1945              | Carl Aage Hilbert                  | 1899-1953 | Danmark         |                                               |
| 1945           | 1948              | Cai A. Vagn-Hansen                 | 1911-1990 | Danmark         |                                               |